# تاریخچه (فیلم)
تاریخچه (به انگلیسی: Chronicle) یک فیلم آمریکایی علمی-تخیلی محصول سال ۲۰۱۲ به کارگردانی جاش ترانک و نویسندگی مکس لندیز و بر اساس داستانی از این دو نفر می‌باشد. دین دی‌هان ، مایکل بی.جردن و الکس راسل از بازیگران این فیلم هستند.
تاریخچه در تاریخ ۱ فوریه ۲۰۱۲ در بریتانیا و ایرلند و در ۳ فوریه در آمریکا اکران شد و نقدهای مثبتی را دریافت نمود. این فیلم فروش خوبی نیز داشت.

## خلاصه داستان
داستان فیلم در سیاتل، واشینگتن اتفاق می‌افتد، جایی که یک دانش‌آموز سال آخر به همراه پسر عمویش و یکی دیگر از دوستانش پس از ارتباط با شیئی ناشناخته دارای قدرتهای نامحدودی می‌شوند. این سه نفر از این توانایی‌ها برای اهداف شخصی و خوشگذرانی استفاده می‌کنند تا زمانی که یکی از آنها شروع به انجام اعمال پلید می‌کند.